# 吕塞 (科多尔省)
吕塞（法語：Lucey，法語發音：[lysɛ]）是法国科多尔省的一个市镇，属于蒙巴尔区。

## 地理
吕塞（47°51'9"N, 4°51'42"E）面积18.68 平方千米，位于法国勃艮第-弗朗什-孔泰大區科多尔省，该省份为法国中东部省份，北起奥布省，西接涅夫勒省和约讷省，南至索恩-卢瓦尔省，东南接汝拉省，东临上索恩省，东北部与上马恩省接壤。
与吕塞接壤的市镇（或旧市镇、城区）包括：拉绍姆、法沃罗勒莱吕塞、莱古勒、居尔日城、居尔日堡、勒格莱。

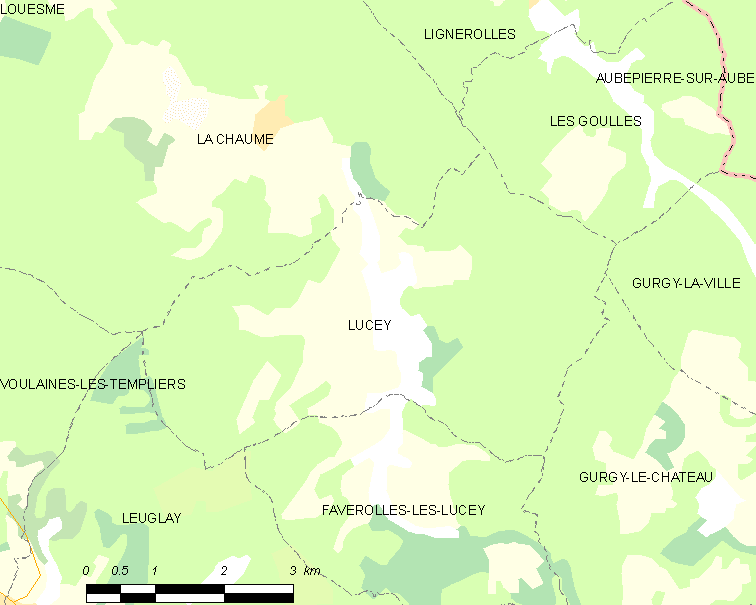
的OSM定位图

吕塞的时区为UTC+01:00、UTC+02:00（夏令时）。

## 行政
吕塞的邮政编码为21290，INSEE市镇编码为21359。

## 政治
吕塞所属的省级选区为塞纳河畔沙蒂永县。

## 人口

1962-2008年间人口变化图示

吕塞于2022年1月1日时的人口数量为56人。